# Opération cupcake
Opération cupcake ou Tempête du dessert au Québec (Operation Cupcake) est un téléfilm américain réalisé par Bradford May et diffusé le 16 juin 2012 sur Hallmark Channel et en France le 29 octobre 2012 sur M6.

## Synopsis
En permission pour deux mois, le colonel a beaucoup de mal à rester à la maison sans rien faire, alors que sa femme tient sa propre boutique de cupcakes. Afin d'aider sa femme, il vient à la boutique. Son premier jour fut une catastrophe. Sachant que ce qu'il a fait était une catastrophe, il met au point une organisation quasiment militaire pour pouvoir montrer à sa femme qu'il est tout à fait capable de s'occuper de la boutique en son absence.

## Fiche technique
- Titre original : Operation Cupcake
- Réalisation : Bradford May
- Scénario : Neal H. Dobrofsky et Tippi Dobrofsky
- Photographie : James W. Wrenn
- Musique : P.J. Hanke
- Langue originale : anglais
- Pays :  États-Unis
- Durée : 88 minutes (1 h 28)

## Distribution
- Dean Cain (VF : Emmanuel Curtil) : Griff Carson
- Kristy Swanson (VF : Valérie Siclay) : Janet Carson
- Wade Williams (VF : Patrick Messe) : Harley
- Donna Pescow (VF : Blanche Ravalec) : Sheila
- Ryan Bittle (en) (VF : Fabrice Josso) : Thad Christopher
- William R. Moses : Général Brown
- Galadriel Stineman (VF : Cindy Lemineur) : Kim Carson
- Alec Gray Zbornak : Ollie Carson
- Mike McCafferty : Ned
- Mike C. Manning (VF : David Dos Santos) : Ray Maceman
- Annie Korzen : Margie

 Source et légende : version française (VF) sur RS Doublage et selon le carton de doublage télévisuel.